# Marie Saint Pierre
 (octobre 2021).

Identité de marque

Marie Saint Pierre (née Marie-Josée Charest en août 1961 à Montréal) est une styliste québécoise.

## Biographie
En 1986, elle obtient un diplôme en stylisme du collège LaSalle.
Marie Saint Pierre évolue sur la scène de la mode canadienne depuis 1987 avec une griffe conçue et façonnée à Montréal[réf. nécessaire]. 
Elle a reçu le titre de Chevalier de l’Ordre national du Québec en 2007.

## Premières inspirations et formation
Marie-Josée Charest grandit dans un milieu avant-gardiste, fréquenté par des artistes de disciplines variées. Sa famille est proche du peintre québécois Jean-Paul Riopelle. Dès son jeune âge, elle se sait vouée à la création. D’abord attirée par l’architecture, elle étudie un temps la sculpture et les arts plastiques à l’Université de Montréal, puis termine une formation en mode au Collège LaSalle, après avoir appris la couture.
Femme moderne, sa mère Réjeanne St-Pierre lui fournit ses premières références mode et suscite la passion qui orientera sa carrière. De ses voyages à Paris, cette dernière rapporte dans les années 1970 des créations signées Courrèges ou Pierre Cardin, conjuguant lignes épurées et matières synthétiques innovantes, et plus tard, des pièces déstructurées des Japonais montants Yohji Yamamoto[source insuffisante], Kenzo ou Rei Kawakubo (Comme des garçons), inspirations d’un style en devenir. Après avoir brièvement baptisé sa griffe Marie Victoire, la designer adopte dès 1987 le patronyme maternel pour désigner sa marque.

## Vision de la mode et de la femme
Dès ses débuts, Marie Saint Pierre assimile la mode à une forme de « sculpture en mouvement », une expression artistique surpassant la beauté plastique pour dégager une émotion. Elle priorise l’aisance, l’intemporalité et les superpositions, grâce auxquelles ses créations peuvent être portées à longueur d’année. Ses tenues mêlent tissus d’hiver et d’été, matières de jour et de soir.
À l’écart de l’uniformisation des silhouettes, le vêtement est pensé pour évoluer sur celle qui le porte. Une vision « démocratique, voire féministe de la mode », commente l’une de ses clientes. Marie Saint Pierre habille les femmes sans distinction d’âge ou de taille, avec pour objectifs le bien-être et l’expression de la personnalité. Le lien étroit qu’elle s’emploie à maintenir avec ses clientes continue d’animer la designer, trois décennies après la création de ses premiers manteaux et son intuition d’origine : essayer de « féminiser le monde ».

## Esthétique, processus créatif et innovations techniques
La Maison Marie Saint Pierre crée un prêt-à-porter haut de gamme, fonctionnel et élégant, caractérisé par des formes architecturales, des jeux de volumes et des matières techniques.
Le processus de création s’amorce avec le modelage des tissus sur mannequin vivant, soit la composition immédiate en trois dimensions plutôt qu’au moyen de croquis. C’est la matière qui, par sa texture, son poids, sa couleur, suggère à la designer la direction créative à prendre. Des expérimentations en continu avec les tissus et les techniques de couture donnent lieu à des innovations esthétiques et pratiques marquantes comme le « froissé organique » de taffetas de soie mis au point pour le premier défilé parisien (1995) et les « plissés faits main » apparus notamment pour une collection limitée de poupées Bratz (2004); des textiles antibactériens, infroissables, respirants; le « bonding », un procédé d’encollage; les coupes au laser et les coutures « à vif ».
À côté des modèles saisonniers, est née en 2000 la collection « Hybride », des vêtements-accessoires polyvalents allant de l’écharpe-cardigan aux lanières de cuir rehaussées de fleurs portées en colliers. La maison revisite à l’occasion ses archives et réinterprète certains de ses codes distinctifs. Des robes de mariée, des capsules homme ponctuelles et une ligne de mobilier s’ajoutent à son offre.